# Movimento di opposizione alla prima guerra mondiale

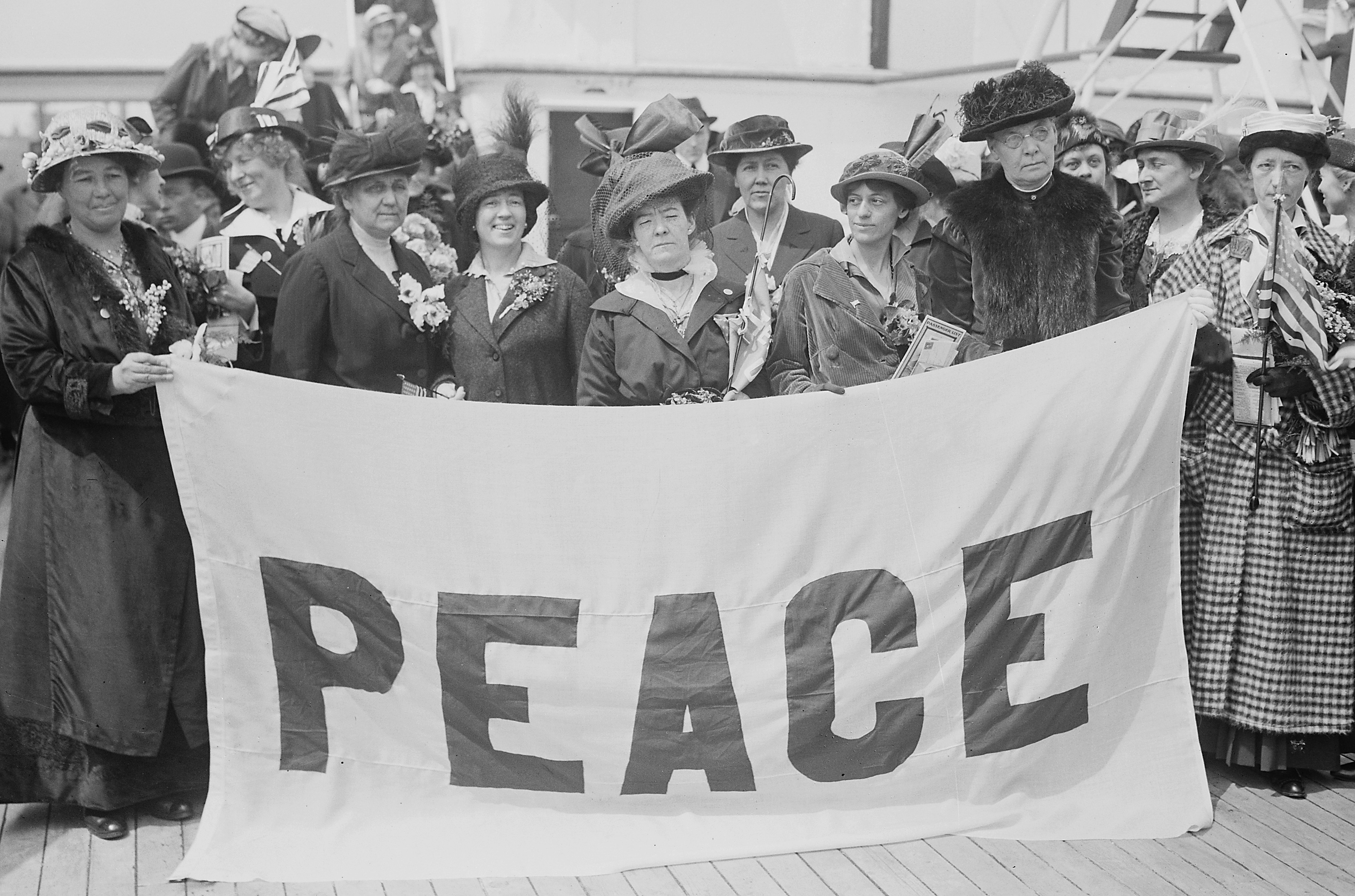
Proteste contro la Prima guerra mondiale alla Women's Peace Conference del 1918 presso L'Aia

Il Movimento di opposizione alla prima guerra mondiale fu un movimento sociale fortemente diffuso prima e durante la Grande guerra. Tale movimento comprendeva realtà differenti a seconda dei paesi in cui si manifestava. Tra questi, i gruppi che generalmente aderivano al movimento erano composti da socialisti, anarchici, sindacalisti e marxisti, nonché pacifisti cristiani, nazionalisti anticoloniali, femministe, intellettuali e classe operaia. Il movimento socialista aveva dichiarato la propria contrarietà a una guerra già prima che iniziasse, vedendo nel conflitto l'unico risultato per cui i lavoratori si sarebbero uccisi a vicenda nell’interesse unico dei loro padroni.
Nella maggior parte dei casi però, i partiti socialisti tentarono di evitare la guerra fino all'inizio del conflitto, per poi rassegnarsi alla guerra una volta iniziata, aderendo perlopiù alle ragioni dei propri stati nazionali. Fu questo il caso del Partito Socialdemocratico di Germania (SPD) che il 25 luglio 1914 promosse una serie di manifestazioni contro la guerra imminente, per poi aderirvi il 4 agosto a guerra ormai iniziata. Allo stesso modo, il Partito Socialista Francese ed i sindacati, specie dopo l'assassinio del pacifista Jean Jaurès, manifestarono e protestarono contro lo scoppio della guerra portando grandi masse di lavoratori nelle piazze, per poi arrendersi all'evidenza e dichiarare che in tempo di guerra i socialisti avrebbero dovuto sostenere le loro nazioni contro l’aggressione di altre nazioni.
Tra i partiti contrari alla prima guerra mondiale vi erano i bolscevichi russi, il Partito Socialista d'America, il Partito socialista italiano e la fazione socialista guidata da Karl Liebknecht e Rosa Luxemburg in Germania (che in seguito divenne il Partito Comunista di Germania). In Svezia, il leader giovanile socialista Zeth Höglund fu incarcerato per la sua propaganda contro la guerra, anche se la Svezia non partecipò alla guerra.